# مسابقات تیراندازی قهرمانی آسیا ۲۰۰۷
مسابقات تیراندازی قهرمانی آسیا ۲۰۰۷ در شهر کویت سیتی، کویت بین ۳ تا ۱۳ دسامبر ۲۰۰۷ برگزار شد. این مسابقات به عنوان مسابقات مقدماتی آسیایی برای بازی‌های المپیک تابستانی ۲۰۰۸ در پکن عمل می‌کند.

## خلاصه مدال

### مردان
| بازی‌ها                       | طلا                                                      | نقره                                                            | برنز                                                                      |
| 10 m air pistol              | تان زونگلیانگ · چین                                      | Shi Xinglong · چین                                              | کیم جونگ سو · کرهٔ شمالی                                                   |
| 10 m air pistol team         | چین · پانگ وی · Shi Xinglong · تان زونگلیانگ             | ژاپن · Susumu Kobayashi · Masaru Nakashige · Shoichi Uenosono   | قزاقستان · Vladimir Issachenko · Vyacheslav Podlesniy · Rashid Yunusmetov |
| 25 m center fire pistol      | Kim Hyon-ung · کرهٔ شمالی                                 | ویجای کومار (تیرانداز) · هند                                    | کیم جونگ سو · کرهٔ شمالی                                                   |
| 25 m center fire pistol team | کره شمالی · Kim Hyon-ung · کیم جونگ سو · Ryu Myong-yon   | هند · Samaresh Jung · ویجای کومار (تیرانداز) · Pushpender Singh | ژاپن · Teruyoshi Akiyama · Tomohiro Kida · Susumu Kobayashi               |
| 25 m rapid fire pistol       | Zhang Penghui · چین                                      | Hasli Izwan · مالزی                                             | Cha Sang-jun · کرهٔ جنوبی                                                  |
| 25 m rapid fire pistol team  | چین · Liu Zhongsheng · Yang Dongming · Zhang Penghui     | کرهٔ جنوبی · Cha Sang-jun · Hwang Yoon-sam · Kang Hyung-chul     | ژاپن · Teruyoshi Akiyama · Tomohiro Kida · Shuji Tazawa                   |
| 25 m standard pistol         | Liu Zhongsheng · چین                                     | کیم جونگ سو · کرهٔ شمالی                                         | Kim Hyon-ung · کرهٔ شمالی                                                  |
| 25 m standard pistol team    | کره شمالی · Kim Hyon-ung · کیم جونگ سو · Ryu Myong-yon   | چین · Liu Zhongsheng · Yang Dongming · Zhang Penghui            | ژاپن · Teruyoshi Akiyama · Tomohiro Kida · Shuji Tazawa                   |
| 50 m pistol                  | Xu Kun · چین                                             | جین جونگ-او · کرهٔ جنوبی                                         | Jakkrit Panichpatikum · تایلند                                            |
| 50 m pistol team             | چین · Lin Zhongzai · تان زونگلیانگ · Xu Kun              | کرهٔ جنوبی · Ha Gil-yong · جین جونگ-او · Lee Dae-myung           | قزاقستان · Vladimir Issachenko · Vyacheslav Podlesniy · Rashid Yunusmetov |
| 10 m air rifle               | P. T. Raghunath · هند                                    | Liu Tianyou · چین                                               | Cao Yifei · چین                                                           |
| 10 m air rifle team          | هند · آبهیناو بیندرا · گاگان نارانگ · P. T. Raghunath    | چین · Cao Yifei · Liu Tianyou · ژو چینان                        | ژاپن · Tadashi Maki · Takayuki Matsumoto · Toshikazu Yamashita            |
| 50 m rifle prone             | جیا ژانبو · چین                                          | گاگان نارانگ · هند                                              | Park Bong-duk · کرهٔ جنوبی                                                 |
| 50 m rifle prone team        | چین · جیا ژانبو · Liu Gang · چیو جیان                    | هند · گاگان نارانگ · Sanjeev Rajput · Surendra Singh Rathod     | ژاپن · Tadashi Maki · Midori Yajima · Toshikazu Yamashita                 |
| 50 m rifle 3 positions       | جیا ژانبو · چین                                          | Sanjeev Rajput · هند                                            | Zhang Lei · چین                                                           |
| 50 m rifle 3 positions team  | چین · جیا ژانبو · چیو جیان · Zhang Lei                   | کرهٔ جنوبی · Bae Sung-duk · Han Jin-seop · Park Bong-duk         | هند · Imran Hassan Khan · گاگان نارانگ · Sanjeev Rajput                   |
| Trap                         | Lee Young-sik · کرهٔ جنوبی                                | ناصر المقلد · کویت                                              | Lee Wung Yew · سنگاپور                                                    |
| Trap team                    | کرهٔ جنوبی · Joo Ip-sang · Jung Chang-hee · Lee Young-sik | کویت · عبدالرحمان الفیحان · ناصر المقلد · خالد المضف            | ژاپن · Atsushi Otake · Hiroshi Susuki · Shingo Tada                       |
| Double trap                  | Pan Qiang · چین                                          | Saif Al-Shamsi · امارات متحدهٔ عربی                              | وانگ ژنگ (تیرانداز ورزشی) · چین                                           |
| Double trap team             | چین · Pan Qiang · Wang Nan · وانگ ژنگ (تیرانداز ورزشی)   | تایوان · Chang Chien Ming-shan · Chen Shih-wei · Shih Wei-tin   | کویت · Hamad Al-Afasi · Rashed Al-Manee · Mashfi Al-Mutairi               |
| Skeet                        | عبدالله الرشیدی · کویت                                   | Qu Ridong · چین                                                 | سعید بن مکتوم بن راشد آل مکتوم · امارات متحدهٔ عربی                        |
| Skeet team                   | کویت · Zaid Al-Mutairi · عبدالله الرشیدی · Saud Habib    | قطر · Abdulaziz Al-Attiyah · ناصر العطیة · Masoud Saleh Hamad   | قزاقستان · Sergey Kolos · Vladislav Mukhamediyev · Sergey Yakshin         |

### بانوان
| بازی‌ها                      | طلا                                                   | نقره                                                                           | برنز                                                                                     |
| 10 m air pistol             | گو ونجون · چین                                        | Lee Ho-lim · کرهٔ جنوبی                                                         | Huang Yi-ling · تایوان                                                                   |
| 10 m air pistol team        | چین · گو ونجون · Hu Jun · Ren Jie                     | کرهٔ جنوبی · Kim Byung-hee · Kim Yun-mi · Lee Ho-lim                            | کره شمالی · Jo Yong-suk · Kang Un-byol · Ri Hyang-sun                                    |
| 25 m pistol                 | چن یینگ (تیرانداز) · چین                              | Tsogbadrakhyn Mönkhzul · مغولستان                                              | Fei Fengji · چین                                                                         |
| 25 m pistol team            | چین · چن یینگ (تیرانداز) · Fei Fengji · گو ونجون      | مغولستان · اوتریادین گوندگما · Tsogbadrakhyn Mönkhzul · Davaajantsangiin Oyuun | کرهٔ جنوبی · Gang Eun-ra · Kim Byung-hee · Kim Yun-mi                                     |
| 10 m air rifle              | دو لی · چین                                           | Kim Chan-mi · کرهٔ جنوبی                                                        | Zhao Yinghui · چین                                                                       |
| 10 m air rifle team         | چین · دو لی · Wu Liuxi · Zhao Yinghui                 | کرهٔ جنوبی · Jung Eun-hea · Kang Seon-ah · Kim Chan-mi                          | هند · Priya Agarwal · Suma Shirur · Avneet Sidhu                                         |
| 50 m rifle prone            | Olga Dovgun · قزاقستان                                | Seiko Iwata · ژاپن                                                             | Yin Wen · چین                                                                            |
| 50 m rifle prone team       | چین · دو لی · Wu Liuxi · Yin Wen                      | قزاقستان · Olga Dovgun · Galina Korchma · Alexandra Malinovskaya               | مالزی · Nor Ain Ibrahim · Shahera Rahim Raja · Nur Suryani Taibi                         |
| 50 m rifle 3 positions      | Elena Kuznetsova · ازبکستان                           | دو لی · چین                                                                    | Olga Dovgun · قزاقستان                                                                   |
| 50 m rifle 3 positions team | چین · دو لی · Wu Liuxi · Yin Wen                      | قزاقستان · Olga Dovgun · Galina Korchma · Alexandra Malinovskaya               | مغولستان · Zorigtyn Batkhuyag · Damdinsürengiin Lkhamsüren · Chuluunbadrakhyn Narantuyaa |
| Trap                        | Yelena Struchayeva · قزاقستان                         | Lin Yi-chun · تایوان                                                           | Pak Yong-hui · کرهٔ شمالی                                                                 |
| Trap team                   | چین · Chen Li · گائو ایی (ورزشکار) · Liu Yingzi       | کره شمالی · Chae Hye-gyong · Kim Yong-bok · Pak Yong-hui                       | قزاقستان · Anastassiya Davydova · Mariya Dmitriyenko · Yelena Struchayeva                |
| Skeet                       | Pak Jong-ran · کرهٔ شمالی                              | Sutiya Jiewchaloemmit · تایلند                                                 | Ri Hyon-ok · کرهٔ شمالی                                                                   |
| Skeet team                  | کره شمالی · Kim Myong-hwa · Pak Jong-ran · Ri Hyon-ok | چین · وی نینگ · Yu Xiumin · ژانگ شان                                           | کرهٔ جنوبی · Cho A-ra · Kim Min-ji · Son Hye-kyoung                                       |

## جدول مدال
| رتبه            | کشور              | طلا | نقره | برنز | مجموع |
| --------------- | ----------------- | --- | ---- | ---- | ----- |
| ۱               | چین               | ۲۲  | ۷    | ۶    | ۳۵    |
| ۲               | کرهٔ شمالی         | ۵   | ۲    | ۶    | ۱۳    |
| ۳               | کرهٔ جنوبی         | ۲   | ۸    | ۴    | ۱۴    |
| ۴               | هند               | ۲   | ۵    | ۲    | ۹     |
| ۵               | قزاقستان          | ۲   | ۲    | ۵    | ۹     |
| ۶               | کویت              | ۲   | ۲    | ۱    | ۵     |
| ۷               | ازبکستان          | ۱   | ۰    | ۰    | ۱     |
| ۸               | ژاپن              | ۰   | ۲    | ۶    | ۸     |
| ۹               | تایوان            | ۰   | ۲    | ۱    | ۳     |
| ۹               | مغولستان          | ۰   | ۲    | ۱    | ۳     |
| ۱۱              | امارات متحدهٔ عربی | ۰   | ۱    | ۱    | ۲     |
| ۱۱              | تایلند            | ۰   | ۱    | ۱    | ۲     |
| ۱۱              | مالزی             | ۰   | ۱    | ۱    | ۲     |
| ۱۴              | قطر               | ۰   | ۱    | ۰    | ۱     |
| ۱۵              | سنگاپور           | ۰   | ۰    | ۱    | ۱     |
| مجموع (۱۵ کشور) | مجموع (۱۵ کشور)   | ۳۶  | ۳۶   | ۳۶   | ۱۰۸   |